# Bismarcksee

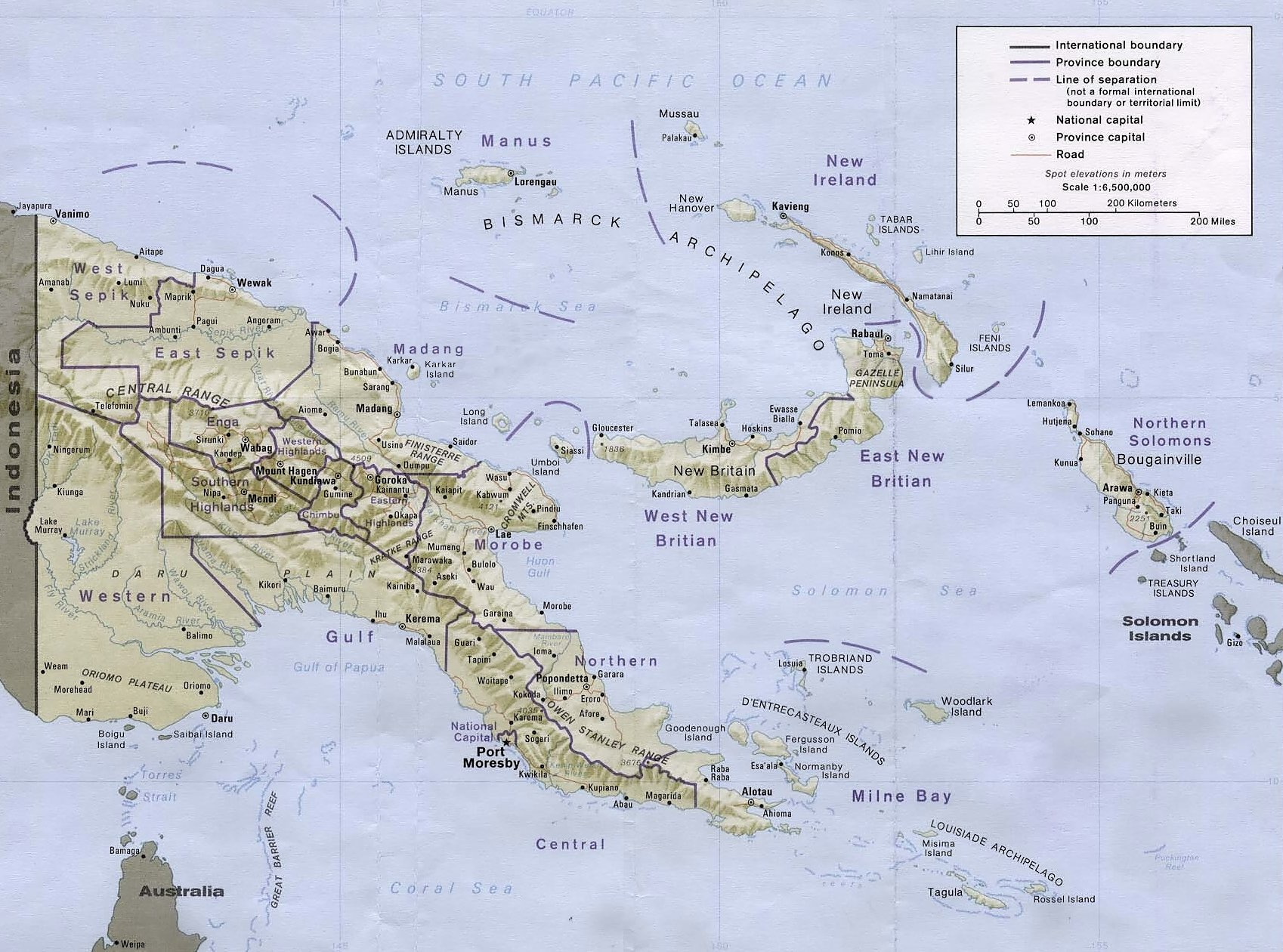
Karte – die Bismarcksee befindet sich nördlich der Insel Neubritannien

Die Bismarcksee ist ein kleines Randmeer im Pazifischen Ozean.
Es befindet sich nördlich der Insel Neuguinea sowie südwestlich des Bismarck-Archipels. Letzterer trennt das Meer vom Pazifik. Nach Norden hin ist das Meer offen. Nach Süden hin wird es durch die Insel Neubritannien begrenzt und ist durch eine Meerenge zwischen Neuguinea und Neubritannien, gebildet von der Dampierstraße und der Vitiaz-Straße, mit der Salomonensee verbunden.
Die Bismarcksee hat eine Ost-West-Ausdehnung von 1213 km und eine Nord-Süd-Ausdehnung von 577 km. Die Flächenausdehnung beträgt nach verschiedenen Quellen 225.000 km² bis 320.000 km². Sie ist über weite Strecken 2000 Meter tief und erreicht im Manus-Becken ihre größte Tiefe von 2800 Metern.
In der Bismarcksee wurde während des Pazifikkrieges (Zweiter Weltkrieg) vom 2. März bis 4. März 1943 die Schlacht in der Bismarcksee ausgetragen.
Das Meer wurde nach dem ersten Kanzler des Deutschen Reiches Otto von Bismarck benannt, da der Bismarck-Archipel und das nahe gelegene Kaiser-Wilhelms-Land (Nordost-Neuguinea) im späten 19. Jahrhundert Teil einer deutschen Kolonie unter der Bezeichnung Deutsch-Neuguinea waren.